# Levkocit
Bele krvničke, levkociti ali bele krvne celice so krvne celice, ki varujejo telo pred okužbami in tumorji, tj. pred mikroorganizmi in tujimi beljakovinami. Normalno je v litru krvi od 4·109 do 11·109 levkocitov. Razen v krvi jih v velikem številu najdemo tudi v limfatičnem sistemu, vranici in drugih telesnih tkivih. Za razliko od eritrocitov imajo jedro in so večji. 
Po obarvanju ter obliki jedra ločimo levkocite na:
- nezrnate levkocite — ki imajo enotno jedro in
- zrnate levkocite — ki imajo jedro razdeljeno na več režnjev.

Glede na morfološke značilnosti in funkcije v telesu pa razdelimo levkocite na 3 vrste:
- granulocite,
- monocite in
- limfocite.